# Кто ж такие птички?
«Кто ж такие птички?» — кукольный мультипликационный фильм 1978 года режиссёра Юлиана Калишера по сценарию Бориса Заходера, на основе его сказки «Жил-был Фип» (1977).

## Сюжет
Только что вылупившийся цыплёнок отправляется в путешествие в поисках собственной идентичности. Он пытается выяснить, кто такие птички и что он за птица. В ходе странствия он получает разные сведения о птицах и в результате приходит к курице-несушке с такими же, как и он, цыплятами.

## Создатели
| автор сценария             | Борис Заходер |
| режиссёр                   | Юлиан Калишер |
| художники-постановщики     | Валерий Дмитрюк, Ирина Исаева |
| художники-мультипликаторы: | Павел Петров, Борис Савин, А. Дегтярёв                                                                                                 |
| оператор                   | Эрнст Гаман |
| композитор                 | Александр Журбин |
| звукооператор              | Виталий Азаровский |
| монтажёр                   | Светлана Симухина |
| редактор                   | Валерия Коновалова |
| роли озвучивали:           | Клара Румянова — Цыплёнок / бабочка Зинаида Нарышкина — Мышь-полевка Сергей Цейц — Барашек Светлана Харлап — Лягушка / Муравей / Птица |
| директор                   | Олег Кузнецов |

## Песни
- Песня главного героя «Кто ж такие птички?» («Надо в дорогу…») (музыка А. Журбина, слова Б. Заходера), исполняемая Кларой Румяновой, является лейтмотивом фильма.
- Песня лягушки «Лягушку спросили: о чём вы поёте?..», исполняемая Юлианом Калишером[источник не указан 533 дня], которую главный герой принимает за пение птиц.

## Критика
В изданном в 2006 году альбоме «Наши мультфильмы: лица, кадры, эскизы, герои, воспоминания» мультфильм назван «изящным и обаятельнейшим фильмом „для самых маленьких“», которому «свойственна удивительная пластическая изобретательность и „рукотворность“».